# Resident Evil: Infinite Darkness
Resident Evil: Infinite Darkness (titulada Resident Evil: Oscuridad Infinita en España y Resident Evil: La tiniebla infinita en Hispanoamérica), conocida como Biohazard: Infinite Darkness en Japón, es una serie web japonesa de animación en 3D de acción de zombis y horror en desarrollo, exclusiva de Netflix. Es parte de la franquicia de Resident Evil. La serie web cuenta con los personajes de Leon S. Kennedy, Claire Redfield, entre otros. Es la cuarta producción por animación CGIDesam, después de Resident Evil: Degeneration lanzada en 2008, que fue seguida por Resident Evil: Damnation en 2012, y después Resident Evil: Vendetta en 2017, además esta serie exclusiva de Netflix es la primera emitida en formato episódico, aunque los 4 capítulos que la componen se trata de una misma película dividida en 4 partes. El 18 de mayo de 2021, Netflix lanzó el tráiler oficial, en el cual anunció que la serie se estrenará el 8 de julio del mismo año.

## Argumento
En la serie se muestra dos momentos, una es la guerra de Penamstan (en Asia) que sucede en el año 2000 y es lo que vemos a principio de la serie, la otra son los hechos actuales de RE Infinite Darkness que suceden en el año 2006 donde aparecen los protagonistas Leon S. Kennedy y Claire Redfield.
En 2006, antes de lo ocurrido en RE5 y después de los eventos ocurridos en RE4, Degeneration y Revelations. Se detecta que hubo rastros de acceso indebido a archivos presidenciales secretos encontrados en la red de la Casa Blanca. El agente federal estadounidense Leon S. Kennedy se encuentra entre el grupo invitado a la Casa Blanca para investigar este incidente, pero cuando las luces se apagan repentinamente, Leon y el equipo SWAT se ven obligados a acabar con una horda de zombis misteriosos. Mientras tanto, Claire Redfield, miembro del personal de TerraSave, se encuentra con una imagen misteriosa dibujada por un joven en un país que visitó, mientras brinda apoyo a los refugiados. Atormentada por este dibujo, que parece ser una víctima de una infección viral, Claire comienza su propia investigación. A la mañana siguiente, Claire visita la Casa Blanca para solicitar la construcción de una instalación de asistencia social. Allí, ella tiene la oportunidad de reunirse con Leon y aprovecha la oportunidad para mostrarle el dibujo del niño. Leon parece darse cuenta de algún tipo de conexión entre el brote de zombis en la Casa Blanca y el extraño dibujo, pero le dice a Claire que no hay relación y se va. Con el tiempo, estos dos brotes de zombis en países distantes conducen a eventos que sacuden a la nación hasta lo más profundo.

## Producción
Su desarrollo fue anunciado oficialmente a finales de 2020. La serie esta distribuida por Netflix.

## Personajes
- Leon S. Kennedy
- Claire Redfield
- Jason
- Shen May
- Jun See
- Sr. Graham
- Patrick
- Ryan
- Wilson[9]

## Episodios
La miniserie consta de cuatro episodios de los cuales duran entre 25 y 28 minutos, contando el tiempo de los créditos que duran entre dos y tres minutos. La serie y todos sus capítulos fueron emitidos el 8 de julio, exclusivamente por Netflix.
| N.º en serie | N.º en temp. | Título       | Fecha de lanzamiento original |
| --- | ------------ | ------------ | ----------------------------- |
| 1 | 1            | «Episodio 1» | 8 de julio de 2021            |
| En una ONG en Penamstan, Claire descubre indicios que le recuerdan a Raccoon City. Leon se abre paso hacia la Casa Blanca, sin sospechar que esta es objeto de ataque.    |              |              |                               |
| 2 | 1            | «Episodio 2» | 8 de julio de 2021            |
| Leon, junto con los agentes Jason y Shen May, emprende una misión secreta para infiltrarse en un centro de investigación de Shanghái a bordo de un submarino nuclear.     |              |              |                               |
| 3 | 1            | «Episodio 3» | 8 de julio de 2021            |
| Claire descubre una escena macabra en la casa de uno de los últimos sobrevivientes de la unidad Perros Locos. Shen May le advierte a Leon sobre una conspiración nefasta. |              |              |                               |
| 4 | 1            | «Episodio 4» | 8 de julio de 2021            |
| El secretario Wilson amenaza de muerte a Claire para que abandone la investigación. Leon y Shen May corren para llegar al laboratorio subterráneo de armas biológicas.    |              |              |                               |